# Kevin Bonifazi
Kevin Bonifazi, né le 19 mai 1996 à Rieti, est un footballeur italien, évoluant au poste de défenseur central à l'US Sassuolo, prêté par la Bologne FC.

## Biographie
Il commence le football avec l'équipe régionale du Tor Tre Teste. À l'âge de 15 ans, il part pour l'AC Sienne, mais rejoint le Torino FC après la faillite du club en 2014.
Lors de la saison 2015-2016, il est prêté à Benevento Calcio, alors en Serie C. Il fait ses débuts professionnels pour le club, le 20 septembre 2015 lors d'un match contre le Foggia Calcio. En janvier 2016, il est prêté au Casertana FC. Il marque son premier but pour le club le 14 février 2016, contre la Juve Stabia.
Le 19 juillet 2016, le Torino FC annonce officiellement son prêt à la SPAL 2013, alors en Serie B. Il fait ses débuts en compétition pour la SPAL 2013 le 22 octobre lors de la victoire 3-1 à domicile contre Carpi FC. Il marque son premier but pour le club le 3 décembre, une victoire 2-1 à l'extérieur contre l'AS Cittadella. Le 17 mars 2017, il signe un renouvellement de contrat jusqu'en 2022.

## Palmarès
- SPAL 2013
  - Championnat d'Italie de D2
    - Champion : 2017